# Catherine Ferry
Catherine Ferry (Ivry-sur-Seine, 1 juli 1953) is een Franse zangeres.

## Biografie
Ferry startte haar muzikale carrière in 1975 en is vooral bekend omwille van haar deelname aan het Eurovisiesongfestival 1976. Ze had de nationale finale gewonnen en mocht aldus haar vaderland vertegenwoordigen in het Nederlandse Den Haag met het nummer Un, deux, trois. Ze eindigde op de tweede plaats. Later dat jaar nam ze ook deel aan het World Popular Song Festival 1976 in de Japanse hoofdstad Tokio. Daar eindigde ze met Ma chanson d'amour op de twaalfde plaats.
In 1988 beëindigt ze haar muzikale carrière. In 2010 maakt ze haar wederoptreden.

## NPO Radio 2 Top 2000
Van Catherine Ferry stond alleen Un, deux, trois in 2000 in de NPO Radio 2 Top 2000, op plek 1807.